# Habenaria erostrata
Habenaria erostrata är en orkidéart som beskrevs av Tang och Fa Tsuan Wang. Habenaria erostrata ingår i släktet Habenaria och familjen orkidéer. Inga underarter finns listade i Catalogue of Life.